# Semiramis Aydınlık
Semiramis Aydınlık (* 26. April 1930 in Kirsehir, Türkei; † 2. April 2008 in Berlin) war eine deutsche Karikaturistin und Satirikerin. Zusätzlich wirkte sie auch als literarische Übersetzerin. 
Aydınlık studierte ab 1951 Pharmazie an der Universität Istanbul. Sie lebte von 1963 bis zu ihrem Tod in Berlin. Bis 1995 arbeitete sie in der Forschung der Schering AG. 
Erste Veröffentlichungen hatte sie ab 1956 in der Türkei. Seit sie in Deutschland lebte, erschienen ihre Zeichnungen in deutschen Medien. Aydınlık ist 1999 Preisträgerin (Auszeichnung) des Deutschen Preises für die politische Karikatur geworden.